# Scoppito
Scoppito é uma comuna italiana da região dos Abruzos, província de Áquila, com cerca de 2 757 habitantes. Estende-se por uma área de 53 km², tendo uma densidade populacional de 52 hab/km². Faz fronteira com Antrodoco (RI), Fiamignano (RI), Áquila, Tornimparte.

## Demografia
| Variação demográfica do município entre 1861 e 2011                               |
|                                                                                   |
| Fonte: Istituto Nazionale di Statistica (ISTAT) - Elaboração gráfica da Wikipedia |